# Jessica Lange
Jessica Phyllis Lange (Cloquet, Minnesota, 1949. április 20.–) kétszeres Oscar, háromszoros Primetime Emmy- és Tony-díjas amerikai színésznő. Azon kevés színészek egyike, akik elérték a „színjátszás hármas koronáját”.
Lange profi filmes debütálása Dino De Laurentiis 1976-os King Kong című, 1933-as akció-kalandfilm remake-jében történt, amely után a vegyes kritikák ellenére elnyerte Az év színésznő felfedezettjének járó Golden Globe-díjat. Lange később két Oscar-díjat is kapott: az elsőt A legjobb női mellékszereplő kategóriában az Aranyoskám (1982) című vígjáték-szappanopera sztárjaként, a másodikat pedig A legjobb női főszereplő kategóriában a Kék ég (1994) című filmben, ahol egy bipoláris háziasszonyt alakított. További Oscar-díjra jelölt szerepei a Frances (1982), a Farmerek között (1984), az Édes álmok (1985) és a Music Box (1989) filmekben voltak. Ismert még olyan filmekből, mint a Mindhalálig zene (1979), A postás mindig kétszer csenget (1981), a Bűnös szívek (1986), a Cape Fear – A rettegés foka (1991), a Rob Roy (1995) és a Nagy hal (2003).
Ahogy a mozis karrierje hanyatlani kezdett, Lange átváltott a televíziózásba, és olyan tévéfilmekben szerepelt, mint az O Pioneers! (1992), A vágy villamosa (1995) és a Meghasonlás (2003). Lange 2010-ben nyerte el első Primetime Emmy-díját az HBO Két nő – egy ház (2009) című sorozatában nyújtott alakításáért. Lange ezután főszerepet játszott az FX Amerikai Horror Story (2011–2015, 2018) című horror-antológia sorozatában, amellyel újabb elismeréseket szerzett. További két Primetime Emmy-díjat kapott az első és a harmadik évadért. A Viszály (2017) című minisorozatban Joan Crawford megformálásáért megkapta kilencedik Emmy-jelölését. 2016-ban Lange elnyerte A legjobb színésznőnek járó Tony-díjat a Hosszú út az éjszakába című Broadway-darabban nyújtott teljesítményéért.
A színészet mellett profi fotográfus is, öt fotókönyve jelent meg. Lange nevelőszülő, és az UNICEF jószolgálati nagyköveteként küzd a HIV/AIDS megelőzésében.

## Gyermekkora és tanulmányai
Jessica Phyllis Lange 1949. április 20-án született a minnesotai Cloquet-ben. Édesapja, Albert John Lange tanár és utazó ügynök volt, édesanyja, Dorothy Florence (született Sahlman) pedig háziasszony. Két idősebb nővére van, Jane és Ann, valamint egy öccse, George. Apai ágon német és holland, anyai ágon finn felmenőkkel rendelkezik. Apja foglalkozásából adódóan családja több mint egy tucatszor költözött Minnesota különböző városaiba, mielőtt szülővárosában telepedtek le, ahol Lange a Cloquet High Schoolba járt és érettségizett le.
1967-ben ösztöndíjat kapott, hogy művészetet és fotográfiát tanuljon a Minnesotai Egyetemen, ahol megismerkedett Paco Grande spanyol fotóssal, és elkezdett vele járni. Miután 1970-ben összeházasodtak, Lange otthagyta az egyetemet, hogy bohém életmódot folytasson, és Grandéval közösen egy mikrobusszal járja az Egyesült Államokat és Mexikót. A pár ezután Párizsba költözött, ahol eltávolodtak egymástól. Párizsban Lange Étienne Decroux irányításával pantomimszínészetet tanult, és táncosként csatlakozott az Opéra-Comique-hoz. Később színészetet tanult Mira Rostovánál és a New York-i HB Studio-ban.

## Karrierje

### 1970-es évek
Párizsban élve Lange-t Antonio Lopez divatillusztrátor fedezte fel, és a Wilhelmina modellügynökség modellje lett. 1973-ban visszatért az Egyesült Államokba, és pincérnőként kezdett dolgozni New Yorkban, a Greenwich Village-i Lion’s Head Tavernben. Modellkedés közben fedezte fel Lange-t Dino De Laurentiis hollywoodi producer, aki a King Kong remake-jéhez keresett egy szereplőt. Lange az 1976-os King Kongban debütált a filmvásznon, ahol Meryl Streep és Goldie Hawn színésznőket utasította maga mögé. A film sikere ellenére – 1976 ötödik legtöbb bevételt hozó filmje volt, és megkapta A legjobb vizuális effektekért járó Oscar-díjat – a filmet és Lange alakítását sokan elítélték. Pauline Kael filmkritikus azonban azt írta: „A filmet Jessica Lange élénk, mégis álmodozó komikus stílusa sziporkázza. [Neki] olyan magas, széles homloka és tiszta szemű átlátszósága van, mint Carole Lombardnak a My Man Godfrey-ben, [és] olyan ostoba beszólásai, hogy a közönség egyszerre nevet és nyögdécsel, mégis a karakterében van, és amikor Lange kimondja őket, megragadja a tekintetet, és az ember kedveli őt, ahogy az emberek szerették Lombardot”. Lange 1976-ban elnyerte Az év színésznő felfedezettjének járó Golden Globe-díjat. Kael kedvence maradt, aki később ezt írta: „Olyan arcszerkezete van, amire a kamera vágyik, és tehetséges is”.
Az évtized végén Bob Fosse, akivel Lange összebarátkozott, és akivel alkalmi romantikus viszonyt folytatott, Lange-t a Halál angyalának szerepére válogatta be, amelyet a Mindhalálig zene (1979) című, félig önéletrajzi ihletésű filmjében írt neki. A Ragyogás című filmben Wendy Torrance szerepére is szóba került, mielőtt Shelley Duvall kapta volna meg azt.

### 1980-as évek
Lange az új évtizedet a Jane Curtin és Susan Saint James főszereplésével készült Hogyan legyünk milliomosok (1980) című könnyed komédiával kezdte, amely többnyire negatív kritikákat kapott, és gyorsan eltűnt a mozikból. Egy évvel később Bob Rafelson rendező felvette vele a kapcsolatot egy projekt miatt, amelyen Jack Nicholsonnal dolgozott, aki nemrég meghallgatta Lange-t az Irány délreǃ (1978) című filmhez. Rafelson meglátogatta Lange-t New York állam északi részén, ahol nyári színházi előadásokat adott, és elmesélte, hogy találkozásuk előtt fél órán át figyelte őt telefonon beszélgetni, amikor eldöntötte, hogy megtalálta a filmje főszereplőjét. Miután találkozott Lange-gel, felírta a nevét egy papírra, beletette egy borítékba, és lezárta. Több találkozó és más színésznőkkel való meghallgatás után (bár Rafelson már meghozta a döntését, attól tartott, hogy túl gyorsan döntött, és biztos akart lenni abban, hogy a választása helyes), a végső választás Lange és Meryl Streep között dőlt el. Rafelson végül Lange-nek ajánlotta fel a főszerepet Nicholson oldalán A postás mindig kétszer csenget (1981) remake-jében. Miután felajánlotta neki a szerepet, átadta neki a lezárt borítékot, amelyben a nevét tartalmazó papírdarabot helyezte el. A film vegyes kritikákat kapott, de Lange-t dicsérték az alakításáért.
A postás mindig kétszer csenget vágása közben Graeme Clifford megállapította, hogy megtalálta a főszereplőt következő filmjéhez, az első rendezői munkájához: egy életrajzi film Frances Farmer színésznőről, akit Hollywoodból való kiábrándulása és kaotikus családi háttere tragikus útra terelt. A Frances (1982) forgatása, amelyben Kim Stanley és Sam Shepard is szerepelt, fárasztó élmény volt Lange számára, aki jelenetről jelenetre átnézte a forgatókönyvet, mély és gyakran megerőltető kapcsolatokat teremtve saját és Farmer élete között, hogy a szerep által megkövetelt érzelmek kútját megcsapolja. A forgatás végére fizikailag és lelkileg is kimerült, és úgy döntött, hogy megfogadja Stanley tanácsát, hogy „valami könnyedebbet” csináljon, ami oda vezetett, hogy elvállalt egy mellékszerepet Dustin Hoffman mellett Sydney Pollack Aranyoskám (1982) című filmjében.
1982-ben Lange 40 év után az első olyan színésznő lett, aki egyazon évben két Oscar-jelölést is kapott, a Francesért és az Aranyoskámért; utóbbiban nyújtott alakításáért elnyerte A legjobb női mellékszereplőnek járó Oscar-díjat, amely nemcsak a második legnagyobb bevételt hozó film lett 1982-ben Steven Spielberg E. T., a földönkívüli című filmje után, hanem további kilenc Oscar-jelölést is kapott, köztük A legjobb film kategóriában. A filmben nyújtott alakításáért Golden Globe-díjat is kapott, valamint a National Society of Film Critics, a New York Film Critics Circle, a Boston Society of Film Critics és a Kansas City Film Critics Circle díjait is elnyerte. Lange a Francesben nyújtott alakításáért a Moszkvai Nemzetközi Filmfesztiválon A legjobb színésznőnek járó díjat is elnyerte.
Lange ezután 1984-ben producerként és főszereplőként – ismét Sheparddal mellett – a Farmerek között című filmben szerepelt, amely egy családot ábrázolt a mezőgazdasági válság idején. Alakításáért Oscar-díjra és Golden Globe-díjra jelölték A legjobb női főszereplő kategóriában. Ugyanebben az évben debütált a televízióban Maggie szerepében Tommy Lee Jones főszerepe mellett Tennessee Williams Macska a forró bádogtetőn című művének CBS Playhouse-produkciójában. A következő évben Jane Fonda és Sissy Spacek mellett, akivel később összebarátkozott, tanúskodott az Egyesült Államok Kongresszusa előtt a demokrata képviselőház mezőgazdasági munkacsoportja nevében.
1985 végén Karel Reisz Édes álmok című életrajzi filmjében a legendás countryénekesnőt, Patsy Cline-t alakította Ed Harris, Ann Wedgeworth, Gary Basaraba és John Goodman oldalán. Negyedszer jelölték Oscar-díjra, és második lett a National Board of Review Award és a National Society of Film Critics Award A legjobb színésznő kategóriában is. Meryl Streep több interjúban is elmondta, hogy „könyörgött” Reisznek, aki az 1981-es A francia hadnagy szeretője rendezte őt, Cline szerepéért, de az első választása mindig is Lange volt. Streep eléggé hangosan és hajthatatlanul dicsérte Lange alakítását, „több mint csodálatosnak” nevezte őt a filmben, és azt mondta: „El sem tudnám képzelni, hogy ugyanolyan jól csináljam, vagy akár csak megközelítsem azt, amit Jessica tett, mert annyira csodálatos volt benne”. 2012-ben a Watch What Happens Live with Andy Cohen című műsor egyik epizódjában Streep ismét dicsérte Lange munkáját a filmben, mondván: „Senki sem tudná ezt jobban csinálni, mint [Lange]. Úgy értem, isteni volt”. 2018-ban azt is megjegyezte: „Jessica jobban csinálta, mint ahogyan azt bármelyik ember megtehette volna”. Streep azt is mondta: „Minden munka előtt körülbelül három héttel felhívtam az ügynökömet, és azt mondtam: 'Nem hiszem, hogy ezt meg tudom csinálni. Nem hiszem, hogy alkalmas vagyok rá. Jessica Lange-t kellene hívniuk.”
Lange filmjei az 1980-as évek közepén és végén, köztük A bűnös szívek (1986), a Messze északon (1988) és a Szép volt, fiú! (1989), többnyire kevéssé voltak ismertek és alulteljesítettek a kasszáknál, bár gyakran kiemelték és dicsérték a munkáját. 1989-ben Costa-Gavras Music Box című filmjében egy magyar ügyvédnőt alakított, aki apját védi náci háborús bűnökkel szemben. Alakításáért ötödik Oscar-, és hatodik Golden Globe-jelölését kapta meg A legjobb női főszereplő kategóriában.

### 1990-es évek

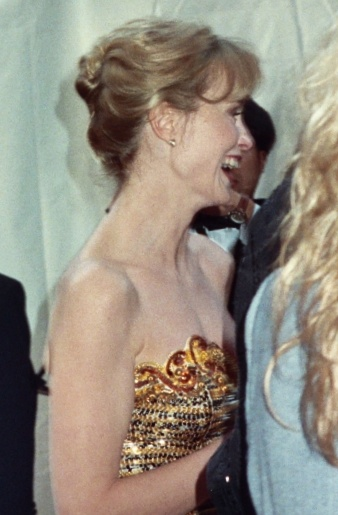
Lange a 62. Oscar-díjátadón 1990-ben

Lange a kilencvenes években folytatta a filmkészítést, és időnként szabadságot vett ki, hogy gyermekeit nevelje, valamint színházi és televíziós projektekben vegyen részt. Az évtizedet Paul Brickman meleg fogadtatású A nő nem felejt (1990) című filmjében kezdte, amelyért pozitív kritikákat kapott, és A legjobb színésznőnek járó National Society of Film Critics Award harmadik helyezettje lett. Ezután Martin Scorsese és Robert De Niro, akik mindketten meghallgatták őt Jake LaMotta feleségének szerepére a Dühöngő bikában (1980), megkeresték, hogy játsszon a Cape Fear – A rettegés foka (1991) remake-jében. A film az év 12. legnagyobb bevételt hozó filmje volt. 1992-ben Lange ismét De Niro oldalán játszott Irwin Winkler Az éjszaka és a város című filmjében, valamint Willa Cather O Pioneers! című művének televíziós adaptációjában, és hetedik Golden Globe-jelölését kapta A legjobb női főszereplő kategóriában. Ugyanebben az évben debütált a Broadwayn, ahol vegyes kritikákat kapott, amikor Blanche DuBois-t alakította Tennessee Williams A vágy villamosa című darabjában, Alec Baldwin oldalán.
1994-ben Lange-t Tony Richardson utolsó filmjében, a Kék égben nyújtott alakításáért díjazták, amelyben egy mániás depressziós katonafeleséget játszott az 1960-as években. Alakításáért 1995-ben elnyerte A legjobb női főszereplőnek járó Oscar-, és Golden Globe-díjat, a Los Angeles-i Filmkritikusok Szövetségének, a Utah-i Filmkritikusok Szövetségének Legjobb színésznőnek járó díjait és a Sant Jordi-díjat ugyanebben a kategóriában. Második helyezést ért el a National Board of Review Award, a National Society of Film Critics Award, valamint a Chicago Film Critics Association Award A legjobb színésznő kategóriáiban. Streep után ő lett a második színésznő, aki A legjobb női mellékszereplőnek járó Oscar-díjat A legjobb női főszereplőnek járó Oscar-díjjal követte, és ezt a teljesítményt csak közel 20 évvel később Cate Blanchett ismételte meg.
1993-1995 között Lange a kritikusok által dicsért alakításokat nyújtott a Bármi áron című filmben, Halle Berry mellett, és a Rob Roy-ban, Liam Neeson oldalán. Ugyanebben az évben visszatért Blanche DuBois szerepében A vágy villamosa című CBS televíziós adaptációjában, Alec Baldwin, Diane Lane és John Goodman oldalán. Elismerő kritikákat kapott alakításáért, és megkapta negyedik Golden Globe-díját és első Primetime Emmy-jelölését A legjobb női főszereplő (televíziós minisorozat vagy tévéfilm) kategóriában.
1996-ban Lange egy újabb előadásban debütált a londoni színpadon Blanche DuBois szerepében, amelyről elismerő kritikákat kapott. A következő évben Michelle Pfeifferrel együtt játszott Jane Smiley Pulitzer-díjas regényének, az A Thousand Acresnek a filmadaptációjában. Lange kilencedik Golden Globe-jelölését kapta, és a filmben nyújtott alakításáért elnyerte a velencei filmfesztivál Schermi d'Amore-díját. 1998-ban Elisabeth Shue oldalán játszott a Betti néni című filmben, amelyről jó kritikákat kapott. Ugyanebben az évben Lange szerepelt Gwyneth Paltrow-val A vér szava című filmben, amely általában negatív kritikákat kapott, bár Roger Ebert dicsérte Lange alakítását, és azt írta: „A film legérdekesebb eleme Jessica Lange alakítása, aki azáltal, hogy nem viszi túlzásba, egy kis pátoszt kölcsönöz Marthának, hogy a pszichopatológiát enyhítse”.
Lange jó kritikákat kapott a Titusban nyújtott alakításáért, amely Julie Taymor 1999-es adaptációja William Shakespeare Titus Andronicus című művéből, Anthony Hopkins és Alan Cumming főszereplésével. Az Entertainment Weekly kritikusa, Lisa Schwarzbaum egy, a Filmművészeti és Filmtudományi Akadémiához intézett, „megfontolásra szánt” cikkébe is beírta Lange-t. „Jessica Lange már két Oscar-díjat és hat jelölést tudhat magáénak, így az 'Oscar-díj' szó közelében való megjelenése nem lehet meglepetés. De a Titusban Tamora, a gótok királynőjeként nyújtott merész alakításában elképesztő. Mellpáncélt öltve, bosszút esküdve, mintha mi sem lehetne szórakoztatóbb, Lange ellopja a show-t – ha a show sztárja Anthony Hopkins, ez nagy lopás.”

### 2000-es évek

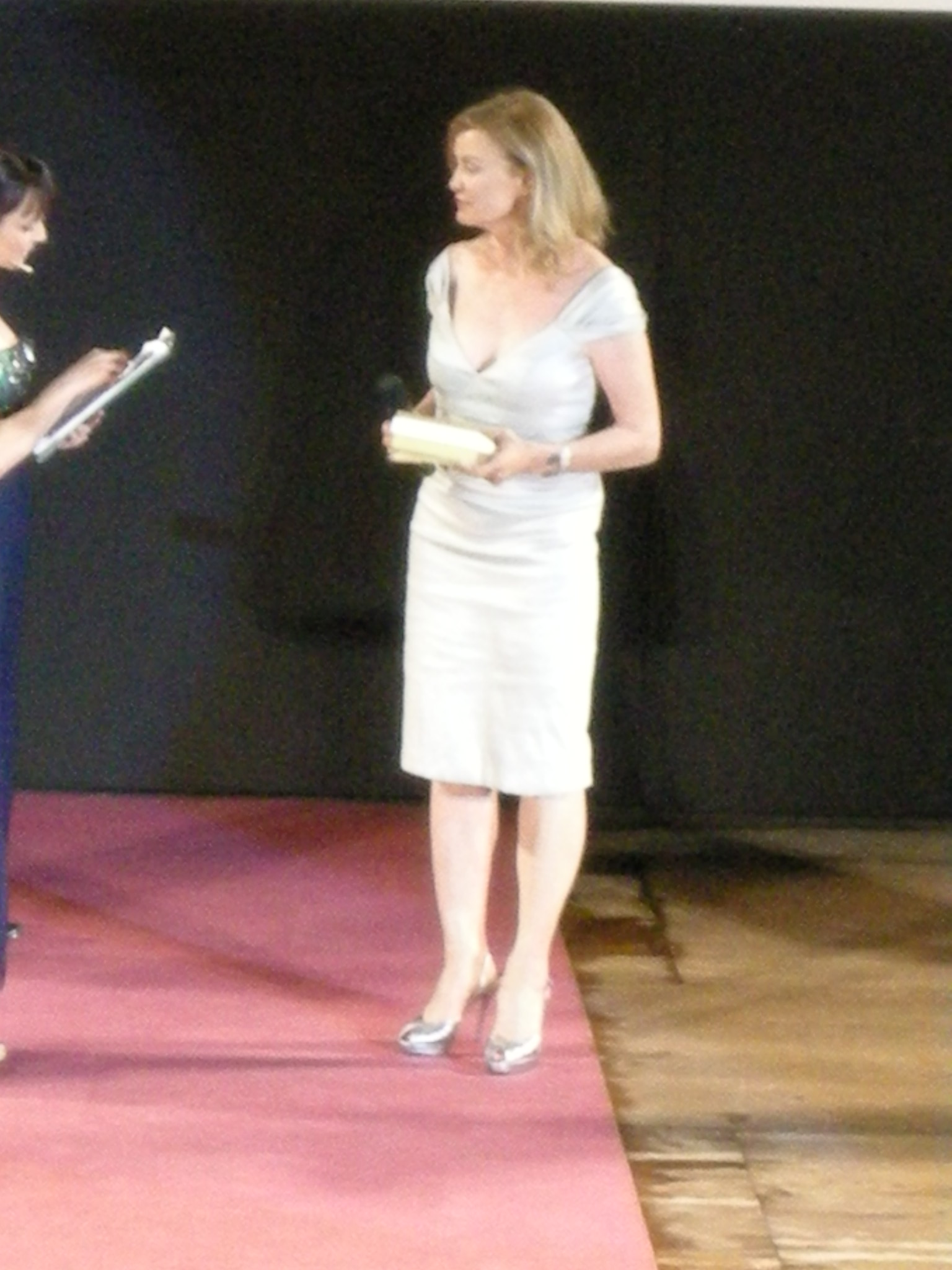
Lange 2009-ben

Lange az új évezredet Eugene O'Neill Hosszú út az éjszakába című művének londoni színpadra állításával kezdte, ahol a morfiumfüggő családanya, Mary Tyrone szerepét játszotta, amiért az első amerikai színésznő lett, akit Olivier-díjra jelöltek. Ezután többnyire mellékszerepekben tűnt fel, legjelentősebb szerepe Christina Ricci mellett volt Elizabeth Wurtzel depresszióról szóló bestsellerének, A Prozac népe 2001-es adaptációjában. 2003-ban Lange szerepelt Tom Wilkinson oldalán az HBO Meghasonlás című filmjében, amely egy férfiról szól, aki felfedi a feleségének a nemváltoztatásról szóló döntését, és amelyért Emmy- és Golden Globe-díjra jelölték A legjobb színésznő minisorozatban vagy tévéfilmben kategóriában. Ezt követően szerepelt Bob Dylan Az utolsó akkord (2003), Tim Burton Nagy hal (2003), Jim Jarmusch Hervadó virágok (2005) és Wim Wenders Kívül tágasabb (2005) című filmjeikben, majd főszerepet játszott Tennessee Williams Üvegfigurák című darabjának Broadway-felújításában, amelyről vegyes kritikákat kapott. Később Tammy Blancharddal együtt játszott a Sybil 2007-es remake-jében.
2009-ben Lange feltűnt Big Edie szerepében Drew Barrymore-ral együtt az HBO Két nő – egy ház című filmjében, amelyet Michael Sucsy rendezett, és amely az 1975-ös, azonos című dokumentumfilm alapján készült. A film óriási sikert aratott, 17 Primetime Emmy-jelölést kapott, és ötöt meg is nyert. Lange elnyerte első Primetime Emmy-díját A legjobb színésznő minisorozatban vagy tévéfilmben kategóriában, miután korábban már kétszer is jelölték ugyanebben a kategóriában. Alakításáért megkapta 11. Golden Globe-jelölését és második Screen Actors Guild-jelölését is, de mindkét díjat elvesztette Barrymore-ral szemben.

### 2010-es évek
2011-ben Lange csatlakozott az FX csatorna horror-antológia sorozatának, az Amerikai Horror Story-nak a szereplőgárdájához. A sorozat alkotói, Ryan Murphy és Brad Falchuk eredetileg mellékszereplőnek írták a szerepét, de miután Lange megkapta Constance Langdon szerepét, kibővítették azt. Murphy, aki régóta rajong Lange-ért, elmondta, hogy azért választotta őt, mert szerette volna a nézők egy új generációjának bemutatni a munkásságát. Kiemelte a Blanche DuBois szerepében 1992-ben a Broadwayn nyújtott alakítását is, amelyet kétszer látott, mint a kedvenc előadását, és erre hivatkozott, mint egy másik motivációs tényezőre, ami miatt Lange-t alkalmazta. A sorozat nemcsak a csatorna és a készítők számára volt hatalmas siker, hanem Lange számára is, akinek népszerűsége újjáéledt, elismerő kritikákat és számos díjat kapott szerepéért. A TV Guide, az Entertainment Weekly és az MTV a „2011 legjobb alakításai” közé választotta. Emellett elnyerte második Primetime Emmy-díját, ötödik Golden Globe-díját és első Screen Actors Guild-díját, két korábbi jelölés után. Az International Press Academy a televíziós sorozatban nyújtott kiemelkedő alakításért járó Special Achievement Satellite Awarddal, a Gay and Lesbian Entertainment Critics Association (GALECA) pedig az év legjobb tévés alakításáért járó Dorian-díjjal tüntette ki. Jelölték továbbá TCA-díjra drámában elért egyéni teljesítményért, valamint Critics’ Choice-, és Szaturnusz-díjakra.

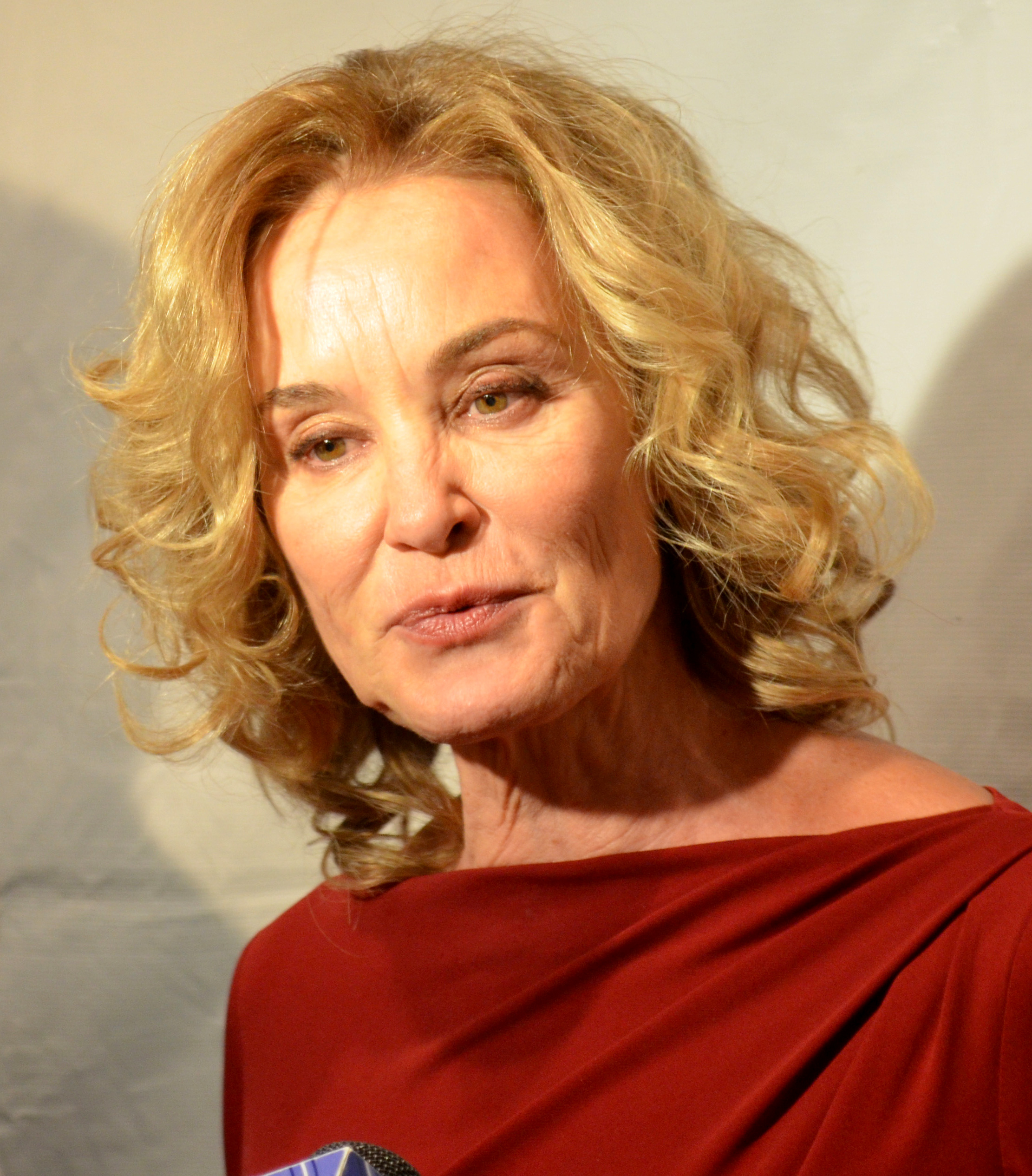
Lange 2012-ben

2012-ben mellékszerepet kapott a Két nő – egy ház rendezője, Michael Suscy Fogadom című kasszasikerében, Channing Tatum és Rachel McAdams oldalán, de visszatért az Amerikai Horror Story második évadának főszerepére is, az Amerikai Horror Story: Zártosztályban. A TV Guide és az Entertainment Weekly ismét a „2012-es év egyik legjobb alakításának” választotta. Második alkalommal nyerte el az év legjobb tévés alakításának járó Dorian-díjat a GALECA-tól, valamint megkapta ötödik Emmy-jelölést, tizenharmadik Golden Globe-jelölést, negyedik Screen Actors Guild-jelölést, második Szaturnusz-jelölését és második Critics’ Choice Television Award-jelölését.
2013-ban az Amerikai Horror Story harmadik évada, az Amerikai Horror Story: Boszorkányok a sorozat addigi legmagasabb nézettségét hozta, és azóta is tartja a rekordot, ami a sorozat legmagasabb átlagos nézettségét illeti. Lange mellé filmes színészkollégái, Kathy Bates és Angela Bassett is csatlakoztak. Az évadban nyújtott munkájáért Lange elnyerte a harmadik Primetime Emmy-díját A legjobb színésznő minisorozatban vagy tévéfilmben kategóriában, a harmadik Dorian-díját az év legjobb tévés alakításának, és az első Critic’s Choice Television-díját A legjobb színésznő minisorozatban vagy tévéfilmben kategóriában. Továbbá megkapta tizennegyedik Golden Globe-jelölését, ötödik Screen Actors Guild-jelölését és ötödik Satellite Award-jelölését. Lange emellett Glenn Close-t váltotta Émile Zola Thérèse Raquin című művének filmadaptációjában, amelyet Charlie Stratton rendezett Titokban címmel, Elizabeth Olsen, Tom Felton, Oscar Isaac és Matt Lucas főszereplésével, és amelyről elismerő kritikákat kapott.
Lange a 2014-es évet azzal kezdte, hogy csillagra jelölték a The Hollywood Walk of Fame sétányon, bár ezt még nem vehette át. Lange-t az Elle magazin is elismerte a L’Oreal de Paris Legend-díjjal amelyet barátnője, Shirley MacLaine adott át neki a Women in Hollywood Awardson, amely a filmipar minden területét felölelő, a színészi, rendezői és produceri tevékenységet is magába foglaló nők kiemelkedő teljesítményét díjazza. Ezután a Santa Barbara-i Nemzetközi Filmfesztivál által neki odaítélt Kirk Douglas-díjjal tüntették ki; ő lett az első női díjazott a díj történetében. Később az év folyamán Marc Jacobs Lange-t választotta a Marc Jacobs Beauty új arcának. Lange emellett szerepelt a márka nyári és őszi nyomtatott reklámkampányában, amelyet David Sims fotózott, és szerepelt a Jacobs által rendezett rövid kampányfilmben is. Korábban Jacobs öltöztette és interjúvolta Lange-t a Love magazin ötödik évfordulós számához, és a 2014-es őszi/téli bemutatójának soundtrackjeként a Happy Days Are Here Again beszélt szöveges verzióját adta elő. A következő főszerepet Mark Wahlberggel együtt játszotta az 1970-es évekbeli Hazárdjáték című akció-thriller remake-jében, és elismerő kritikákat kapott munkájáért. 
2014-ben ismét főszereplőként tért vissza az Amerikai Horror Story negyedik évadában, amelynek címe Amerikai Horror Story: Rémségek cirkusza volt. A sorozat ismét megdöntötte a saját és a csatorna legmagasabb nézettségi rekordját. Bár Lange saját bevallása szerint nem énekes, a műsorhoz felvette David Bowie Life on Mars és Lana Del Rey Gods and Monsters című dalait, amelyek hatalmas népszerűségre tettek szert, az iTunes zenei listáján az első 50 helyezett között szerepeltek. Az évadban végzett munkájáért Lange hetedik Primetime Emmy-jelölését, tizenötödik Golden Globe-jelölését és negyedik Critics’ Choice Television Award-jelölését kapta meg. 2015-ben Lange bejelentette, hogy nem tér vissza a sorozat ötödik évadára. Az Amerikai Horror Story-t követően szerepet kapott Shirley MacLaine és Demi Moore oldalán a Wild Oats című utazós vígjátékban, amelynek forgatása 2014 végén fejeződött be. A film a Lifetime-on 2016. augusztus 22-én debütált, majd 2016. szeptember 16-án korlátozott számban a mozikban is bemutatták.
2016-ban Lange mellékszerepet kapott Louis C.K. kritikusok által elismert és Peabody-díjas Horace és Pete című websorozatában, amely 2016. január 30-án debütált C.K. honlapján. Ezután Michael Shannon, Gabriel Byrne és John Gallagher Jr. oldalán tért vissza a Broadwayre a Hosszú út az éjszakába felújított változatában az American Airlines Színházban, Ryan Murphy és a Roundabout Theatre Company produkciójában. Az előadás az idény legtöbb Tony-jelölést kapott darabja lett. Alakításáért Lange megkapta első Tony-díját A legjobb női főszereplő színdarabban kategóriában, az Outer Critics Circle díját A legjobb női főszereplőnek egy korábbi jelölés után, és a Drama Desk díját A legjobb női főszereplőnek, majd megosztotta Michael Stever filmrendezővel, hogy Kim Stanley maradt az egyik legigazibb inspirációja.
2016. november 12-én Lange-t a Camerimage Filmfesztiválon tüntették ki, ahol megkapta a Krzysztof Kieślowski-díjat a színészi teljesítményéért.
Lange legközelebb az FX antológiasorozatában, a Viszályban szerepelt, és producerként is tevékenykedett Susan Sarandon mellett, aki szintén szereplőtársa volt. A sorozat alkotói ismét Ryan Murphy és Brad Falchuk voltak. Az első évad a hollywoodi legendák, Bette Davis (Sarandon) és Joan Crawford (Lange) hírhedt rivalizálása körül forgott, amely a Mi történt Baby Jane-nel? című klasszikus film forgatása során csúcsosodott ki. A forgatás 2016 őszén kezdődött, és végül az első epizód 2017. március 5-én jelent meg. A sorozat nyolcadik Emmy-jelölését hozta Lange-nek A legjobb színésznő minisorozatban vagy tévéfilmben kategóriában, tizenhatodik Golden Globe-jelölését, hatodik SAG-jelölését, negyedik Critics Choice-jelölését és második TCA-jelölését a drámában elért egyéni teljesítményért. Lange-t 2017. május 23-án a Trinity Repertory Company Pell Award for Lifetime Achievement in the Arts díjjal is kitüntették.
2018-ban a Roundabout Theater Company a színházi kiválóságért járó Jason Robards-díjjal tüntette ki. Emellett Gwyneth Paltrow-val együtt szerepelt a Netflix A politikus című sorozatában, valamint visszatért első évadbeli karakterében, Constance Langdon szerepében az Amerikai Horror Story nyolcadik, Amerikai Horror Story: Apokalipszis című évadában, amiért 2019-ben tizedik Emmy-jelölését érdemelte ki; az elsőt A legjobb vendégszínésznő drámasorozatban kategóriában.

### 2020-as évek
2022. szeptember 24-én mutatták be a San Sebastián-i Nemzetközi Filmfesztiválon Neil Jordan Marlowe című filmjét, amely John Banville The Black-Eyed Blonde: A Philip Marlowe Novel című regénye alapján készült, Lange, Liam Neeson és Diane Kruger főszereplésével. A film megjelenése előtt a rendező Jordan megjegyezte: „Kétségbeesetten szerettem volna Jessica Lange-val dolgozni. A gondolat, hogy [ő] egy nyugdíjas színésznőt alakít, lenyűgöző volt. Szerencsére beleegyezett a szerepbe”. A film 2022. december 2-án került a mozikba.
Lange két projektje is fejlesztés alatt áll: A Netflix számára Ryan Murphy által készített Marlene Dietrich-életrajzi film, amelynek középpontjában Dietrich Las Vegasban töltött késői pályafutása áll, valamint Gia Coppola adaptációja Jean Nathan emlékiratának, a The Search for Dare Wright: The Secret Life of the Lonely Doll című könyvnek, amelyben Naomi Watts is szerepel, és amely Dare Wright életét és édesanyjával, Edith Stevenson Wrighttal való viharos kapcsolatát mutatja be..
Lange legközelebb Ed Harris, Ben Foster és Colin Morgan oldalán fog szerepelni Eugene O'Neill Hosszú út az éjszakába című művének filmadaptációjában, amelyet Írországban forgatnak Jonathan Kent rendezésében, producere Bill Kenwright. Egy 2022. november 2-án megjelent interjúban Lange „depressziós rohamairól” és „a magányosság elsöprő érzéséről” beszélt, megjegyezve: „Lehet, hogy ezt most még élesebben érzem, mert újra elkezdem játszani [a drogfüggő matriarchát] Mary Tyrone-t”, utalva az előbb említett adaptációra. Kent korábban már rendezte O'Neill darabjának 2016-os Broadway-produkcióját, amelyért Lange többek között Tony-díjat kapott. Kenwright rendezte továbbá O'Neill darabjának 2000-es londoni színpadi előadását, amelyért Lange-t Olivier-díjra jelölték, valamint Tennessee Williams A vágy villamosa és az Üvegfigurák című darabjának londoni színpadi előadásait, amelyekben szintén Lange játszotta a főszerepet.

## Magánélete
Mihail Barisnyikov élettársával közös gyermekük Alexandra.
1970–1981 között Paco Grande felesége volt.
1982-ben Sam Shepard felesége lett. 1985-ben megszületett gyermekük, Hannah Jane, 1987-ben pedig Samuel Walker. 2009-ben a pár elvált egymástól.

## Filmográfia

### Film
| Év   | Magyar cím                      | Eredeti cím                         | Szerep               | Magyar hang        | Rendező               |
| ---- | ------------------------------- | ----------------------------------- | -------------------- | ------------------ | --------------------- |
| 1976 | King Kong                       | King Kong                           | Dwan                 | Nagy-Kálózy Eszter | John Guillermin       |
| 1976 | King Kong                       | King Kong                           | Dwan                 | Kocsis Judit       | John Guillermin       |
| 1979 | Mindhalálig zene                | All That Jazz                       | Angelique            | Major Melinda      | Bob Fosse             |
| 1980 | Hogyan legyünk milliomosok      | How to Beat the High Cost of Living | Louise Travis        |                    | Robert Scheerer       |
| 1981 | A postás mindig kétszer csenget | The Postman Always Rings Twice      | Cora Papadakis       | Hernádi Judit      | Bob Rafelson          |
| 1982 | Aranyoskám                      | Tootsie                             | Julie Nichols        | Kútvölgyi Erzsébet | Sydney Pollack        |
| 1982 | Frances                         | Frances                             | Frances Farmer       | Kocsis Judit       | Graeme Clifford       |
| 1984 | Farmerek között                 | Country                             | Jewell Ivy           |                    | Richard Pearce        |
| 1985 | Édes álmok                      | Sweet Dreams                        | Patsy Cline          | Prókai Annamária   | Karel Reisz           |
| 1986 | Bűnös szívek                    | Crimes of the Heart                 | Meg Magrath          | Bánsági Ildikó     | Bruce Beresford       |
| 1988 | Messze északon                  | Far North                           | Kate                 |                    | Sam Shepard           |
| 1988 | Szép volt, fiú!                 | Everybody's All-American            | Babs Rogers          |                    | Taylor Hackford       |
| 1989 | Music Box                       | Music Box                           | Ann Talbot           | Kiss Erika         | Costa-Gavras          |
| 1990 | A nő nem felejt                 | Men Don't Leave                     | Beth Macauley        |                    | Paul Brickman         |
| 1991 | Cape Fear – A rettegés foka     | Cape Fear                           | Leigh Bowden         | Nyakó Júlia        | Martin Scorsese       |
| 1992 | Az éjszaka és a város           | Night and the City                  | Helen Nasseros       | Kútvölgyi Erzsébet | Irwin Winkler         |
| 1994 | Kék ég                          | Blue Sky                            | Carly Marshall       | Kovács Nóra        | Tony Richardson       |
| 1995 | Bármi áron                      | Losing Isaiah                       | Margaret Lewin       |                    | Stephen Gyllenhaal    |
| 1995 | Rob Roy                         | Rob Roy                             | Mary MacGregor       | Kútvölgyi Erzsébet | Michael Caton-Jones   |
| 1997 | Ezer hold                       | A Thousand Acres                    | Ginny Cook Smith     | Bánsági Ildikó     | Jocelyn Moorhouse     |
| 1998 | A vér szava                     | Hush                                | Martha Baring        | Kútvölgyi Erzsébet | Jonathan Darby        |
| 1998 | Betti néni                      | Cousin Bette                        | Betti néni           | Kútvölgyi Erzsébet | Des McAnuff           |
| 1999 | Titusz                          | Titus                               | Tamora               | Kovács Nóra        | Julie Taymor          |
| 2001 | A Prozac népe                   | Prozac Nation                       | Mrs Wurtzel          |                    | Erik Skjoldbjærg      |
| 2003 | Az utolsó akkord                | Masked and Anonymous                | Nina Veronica        | Kovács Nóra        | Larry Charles         |
| 2003 | Nagy Hal                        | Big Fish                            | idősebb Sandra Bloom | Kovács Nóra        | Tim Burton            |
| 2005 | Hervadó virágok                 | Broken Flowers                      | Carmen               | Zakariás Éva       | Jim Jarmusch          |
| 2005 | Kívül tágasabb                  | Don't Come Knocking                 | Doreen               | Kútvölgyi Erzsébet | Wim Wenders           |
| 2005 | Sohaország                      | Neverwas                            | Katherine Pierson    | Tóth Judit         | Joshua Michael Stern  |
| 2006 | Bonneville                      | Bonneville                          | Arvilla Holden       | Kovács Nóra        | Christopher N. Rowley |
| 2012 | Fogadom                         | The Vow                             | Rita Thornton        | Kútvölgyi Erzsébet | Michael Sucsy         |
| 2013 | Titokban                        | In Secret                           | Madame Raquin        | Bánsági Ildikó     | Charlie Stratton      |
| 2014 | Hazárdjáték                     | The Gambler                         | Roberta              | Kovács Nóra        | Rupert Wyatt          |
| 2016 |                                 | Wild Oats                           | Maddie               |                    | Andy Tennant          |
| 2022 | Marlowe                         | Marlowe                             | Dorothy Quincannon   | Kovács Nóra        | Neil Jordan           |
| 2022 | Marlowe                         | Marlowe                             | Dorothy Quincannon   | Csere Ágnes        | Neil Jordan           |
| TBA  |                                 | Long Day’s Journey Into Night       | Mary Tyrone          |                    | Jonathan Kent         |

### Televízió
| Év        | Magyar cím                               | Eredeti cím                         | Szerep                  | Megjegyzések                                        |
| --------- | ---------------------------------------- | ----------------------------------- | ----------------------- | --------------------------------------------------- |
| 1984      | Macska a forró bádogtetőn                | Cat on a Hot Tin Roof               | Maggie                  | tévéfilm                                            |
| 1992      |                                          | O Pioneers!                         | Alexandra Bergson       | tévéfilm                                            |
| 1995      | A vágy villamosa                         | A Streetcar Named Desire            | Blanche DuBois          | - tévéfilm - magyar hangja: - Bánsági Ildikó        |
| 1998      |                                          | Stories from My Childhood           | Hattyúhercegnő (hangja) | 1 epizód                                            |
| 2003      | Meghasonlás                              | Normal                              | Irma Applewood          | - tévéfilm - magyar hangja: - Kútvölgyi Erzsébet    |
| 2007      | Sybil                                    | Sybil                               | Dr. Cornelia Wilbur     | - tévéfilm - magyar hangja: - Kútvölgyi Erzsébet    |
| 2009      | Két nő – egy ház                         | Grey Gardens                        | Big Edie                | - tévéfilm - magyar hangja: - Kútvölgyi Erzsébet    |
| 2011      | Amerikai Horror Story: A gyilkos ház     | American Horror Story: Murder House | Constance Langdon       | - 11 epizód - magyar hangja: - Csere Ágnes          |
| 2012–2013 | Amerikai Horror Story: Zártosztály       | American Horror Story: Asylum       | Jude Martin nővér       | - 13 epizód - magyar hangja:[forrás?] - Csere Ágnes |
| 2013–2014 | Amerikai Horror Story: Boszorkányok      | American Horror Story: Coven        | Fiona Goode             | - 13 epizód - magyar hangja:[forrás?] - Csere Ágnes |
| 2014–2015 | Amerikai Horror Story: Rémségek cirkusza | American Horror Story: Freak Show   | Elsa Mars               | - 13 epizód - magyar hangja:[forrás?] - Csere Ágnes |
| 2016      |                                          | Horace and Pete                     | Marsha                  | websorozat (3 epizód)                               |
| 2017      | Viszály                                  | Feud                                | Joan Crawford           | - főszereplő (8 epizód) - koproducer                |
| 2018      | Amerikai Horror Story: Apokalipszis      | American Horror Story: Apocalypse   | Constance Langdon       | - 2 epizód - magyar hangja:[forrás?] - Csere Ágnes  |
| 2019      | A politikus                              | The Politician                      | Dusty Jackson           | 6 epizód                                            |
| 2024      | Viszály: Capote és a hattyúk             | Feud: Capote vs. The Swans          | Lillie Mae Faulk        | 3 epizód (koproducer)                               |
| 2024      |                                          | The Great Lillian Hall              | Lillian Hall            | tévéfilm (vezető producer)                          |

## Díjai
- Golden Globe-díj (1977, 1983, 1995, 1996, 2012)
- Oscar-díj (1983, 1995)
- A New York-i filmkritikusok díja (1983, 1987)
- Emmy-díj (2009, 2012, 2014)

## Fordítás
- Ez a szócikk részben vagy egészben  a   Jessica Lange című angol Wikipédia-szócikk fordításán alapul.  Az eredeti cikk szerkesztőit annak laptörténete sorolja fel. Ez a jelzés csupán a megfogalmazás eredetét és a szerzői jogokat jelzi, nem szolgál a cikkben szereplő információk forrásmegjelöléseként.